# Pierre-Jean Beckx
Pierre-Jean Beckx (en néerlandais : Pieter-Jan Beckx), né le 8 février 1795 à Sichem (Belgique) et décédé le 4 mars 1887 à Rome, est un prêtre jésuite belge, élu en 1853 22e supérieur général de la Compagnie de Jésus (troisième d’origine belge).

## Biographie

### Jeunesse et formation
Pierre Beckx naît dans une famille très pauvre. Orphelin dès sa naissance (son père meurt deux mois avant qu’il ne vienne au monde), il perd également un frère et une sœur. Avec l’aide de bienfaiteurs, il va cependant à l’école de Testelt et ensuite à Aerschot. En 1815, il entre au séminaire de Malines car il désire devenir prêtre. Après son ordination sacerdotale (6 mars 1819), il est nommé curé à Uccle, une paroisse suburbaine de Bruxelles. Huit mois plus tard, il entre dans la Compagnie de Jésus (29 octobre 1819). Comme les Jésuites ne sont pas autorisés sous le régime laïque du royaume uni des Pays-Bas il se rend à Hildesheim (Basse-Saxe) pour y faire son noviciat. Après son noviciat, il poursuit des études théologiques et bibliques en Allemagne (1823-1826). Ces années de formation lui donnent une bonne maîtrise de la langue: il entend les confessions, donne des retraites et devient un bon prédicateur dans la langue de Goethe.

### Carrière
Lorsque le duc de Anhalt-Köthen et sa femme se convertissent au catholicisme, en 1825, ils demandent l’aide d’un aumônier jésuite. Le Père Beckx est nommé à ce poste et va vivre à Köthen. Il n’est pas un homme de cour cependant: il reçoit les enfants pauvres dans sa maison pour leur faire le catéchisme et construit une petite chapelle publique. Par les nombreuses activités spirituelles qu’il y organise, il ramène beaucoup de gens simples à la foi catholique. À la mort du duc (1830), il va vivre à Vienne. Ses sermons y sont bien reçus et lui donnent un certain renom, au point que le supérieur général, le Père Roothaan, lui demande d’intervenir pour la fondation de nouveaux collèges jésuites: Graz, Innsbruck, Linz. 
Il est souvent appelé à Rome en consultation et envoyé pour des missions délicates en Hongrie, Lombardie, Bavière. Après quelques années d’enseignement du Droit canon à l’Université Grégorienne de Rome (1842) il revient en Belgique comme recteur du théologat jésuite de Louvain (1850). Cependant, ses services sont réclamés à Vienne où la situation des jésuites est difficile. En 1852, le Père Roothaan l’y envoie comme provincial des jésuites et son négociateur principal. 

### 22econgrégationgénérale
Comme provincial d’Autriche, Pierre Beckx est appelé à participer à la congrégation générale, convoquée pour élire un successeur au Père Roothaan, mort en mars 1853. Le 2 juillet 1853, Pierre Beckx est élu supérieur général de la Compagnie de Jésus au premier tour de scrutin (27 voix sur 51). Quatre assistants lui sont adjoints par élection. La congrégation générale exprime également son inquiétude face à la recrudescence des attaques contre les Jésuites. Elle conseille d’user de prudence et tact dans les polémiques qui font rage. 

### Supérieur général
Les temps sont alors extrêmement difficiles pour les Jésuites: expulsion d’Espagne (1854 et 1858), de Naples et Sicile (1859), d’Allemagne (en 1872), de France et ses colonies (en 1880) et même de Rome, en 1873, ce qui force Beckx à installer la Curie généralice à Fiesole, près de Florence, où elle demeure jusqu’en 1895.
Le Père Beckx n'écrit pas moins de quinze lettres circulaires à l'ensemble des membres de la Compagnie de Jésus, les encourageant à la persévérance spirituelle même au milieu d’attaques souvent vicieuses. On est étonné de leur ouverture et sérénité, malgré les malheurs et drames auxquels les jésuites doivent faire face. La lettre qu’il écrit à toute la Compagnie, en 1871, après que plusieurs jésuites français (dont Pierre Olivaint) ont été exécutés pendant la commune de Paris (1870) est particulièrement inspirante.
Dans un XIXe siècle aux changements rapides, le Père Beckx est assez ouvert aux nouvelles activités apostoliques. Il modernise le Ratio Studiorum (charte de l’enseignement jésuite), donnant une place plus grande à l’étude des sciences dans les collèges jésuites et il encourage le dialogue avec les philosophes contemporains (Kant par exemple). Si un sujet comme la liberté religieuse pouvait être abordé (avec prudence...), mettre en question le pouvoir temporel du pape était strictement tabou.
Le 1er janvier 1872, il consacre la Compagnie de Jésus au Sacré-Cœur: amour pour la personne de Jésus et communion spirituelle avec lui sont au centre de la vie et des activités des jésuites. De nouvelles missions s'ouvrent dans divers pays et colonies, encouragées indirectement par la forte émigration européenne vers les nouveaux mondes: Cuba (1853), Colombie (1858), Philippines (1859), Madagascar (1861), Mangalore en Inde (1878), au Zambèze (maintenant Zambie) en 1879, Arménie (1881), Australie (1882), etc.
L’apostolat intellectuel est encouragé. Plusieurs revues importantes sont lancées : La Civiltà Cattolica (Italie, 1850), The Month (Londres, 1864), les Étvdes (Paris, 1865), Stimmen aus Maria-Laach (Allemagne, 1865) et d’autres en Irlande, Belgique, Pologne, etc.
À cette époque dans l’Église catholique, c'est l’ultramontanisme qui prédomine. L’aile libérale a de la peine à se faire entendre. La revue jésuite Civiltà Cattolica', très proche du Saint-Siège, est fort engagée dans la lutte pour la défense du pape et des États pontificaux (à partir de 1859), la défense du Syllabus d’erreurs (1864), la défense de la suprématie du pape (1870), etc. Cela donne une image négative et réactionnaire à la Compagnie de Jésus, dans les milieux dits « progressistes », surtout en France et en Allemagne. 
À la fin des trente ans de gouvernement du Père Beckx, la Compagnie avait doublé en nombre de membres ; de nombreuses nouvelles provinces avaient été établies : en Irlande, France, Portugal, Missouri (États-Unis). Ouverture également de nombreuses missions en terres traditionnellement protestantes. 

### Élection d’un vicaire général
En 1883, Pierre Beckx a 88 ans et il est infirme. Il convoque une Congrégation générale avec la demande expresse qu’elle lui donne un « vicaire général avec droit de succession ». La 23e Congrégation générale se rassemble en septembre 1883 et choisit Antoine Anderledy, jésuite suisse, pour lui succéder. Le Père Beckx, tout en gardant le titre, renonce effectivement à la charge de supérieur général.
Il vit encore quatre ans et meurt le 4 mars 1887, à l’âge de 92 ans.

## Écrits
- (de) Der Monat Mariä (Le mois de Marie), Vienne, 1843
- (latin) Epistolae selectae, Roma